# Olga Bodrova
Olga Sergueievna Bodrova (en russe : Ольга Сергеевна Бодрова), née le 24 juillet 1998 à Moscou, en Russie, est une actrice russe de théâtre et de cinéma. Elle est la fille de l'acteur décédé en 2002 Sergueï Sergueïevitch Bodrov.

## Biographie
Olga Bodrova est née dans la famille de comédiens de Sergueï Sergueïevitch Bodrov et Svetlana Alexandrovna Bodrova, et est la petite-fille du réalisateur Sergueï Vladimirovitch Bodrov. Elle perd son père à l'âge de quatre ans lors de l'avalanche du glacier Kolka (en) (2002). Après avoir obtenu son diplôme de lycée, elle entre à l'Académie russe des arts du théâtre (2016), où elle étudie dans l'atelier de Léonid Kheifets (ru). En 2017, elle joue dans le court-métrage La Confrontation et, en 2020, elle joue un petit rôle dans le film Kalachnikov , dont le producteur était son grand-père Sergueï Vladimirovitch Bodrov. Mais la version finale du film ne reprend pas l'épisode où elle joue,. En 2020, Bodrova est passée pour la première fois à l'avant-scène : elle a organisé la cérémonie de clôture du festival Zerkalo,.
En 2021, a eu lieu la première du film de Nikolaï Khomeriki More volnouietsia raz, dans lequel Bodrova joue le rôle principal,,,.

## Famille
En 2020, Bodrova s'est mariée avec l'acteur Sergueï Bystrov,.

## Prix et récompenses
- En 2021, Olga Bodrova reçoit le prix du meilleur rôle féminin lors du festival de cinéma Kinotavr 2021 pour le film More volnouietsia raz (réalisateur : Nikolaï Khomeriki)[11].